# 熊季光 (1903年)
熊季光（1903年6月13日—1991年7月15日），又名熊季鑫，男，四川江津人，中华人民共和国农学家、蚕丝专家。

## 生平

### 民国时期
五兄弟中排行老五。6岁入私塾，14岁入龙门乡高等小学，17岁入江津县立中学。父辈及兄长三人务农，假期回家常参加农活。1924年8月，熊季光考入南京东南大学预科读书。五卅惨案和万县惨案后，他参加了南京声援上海工人的罢工活动。1926年秋，在学校里参加中国国民党。当年10月北伐军攻下武昌，他便和几位同学一道去武汉参加北伐军。1927年2月因父病故，请假回家治丧后，到江津中山中学任教员兼教务主任，并负责中共地下党组织的联络点，教授政治课。四一二事变后，1927年5月，熊季光在中山中学加入中国共产党，负责江津地下组织。因学生作文抨击当局，被逮捕。1928年2月，经地下党组织营救出狱，后去南京中央大学农学院蚕桑系复学。在校参加驱逐腐败院长学潮，被推选为农学院学生会负责人之一。
1930年2月，大学毕业，到江苏淮阴农校任教员兼蚕科主任。1931年8月，回中央大学农学院任助教。1932年2月后，在安徽宿县第四职业中学和贵池县第五职业中学任蚕科主任。1933年7月，夫妇二人去日本，在九州帝国大学农学部养蚕研究室，研修家蚕遗传育种学。1936年2月回国，任江苏省蚕丝试验场研究部主任。在此写出《家蚕品种改良法》，介绍了日本家蚕杂交制种优势利用技术等。
1937年8月，回川任蚕丝改良场技正、原种股主任。四川自行培育家蚕原原种、原种，制造农村用一代杂交种；良种白茧厂丝代替农家自繁自制的土种黄茧丝以及配套良法推广。1938年1月，中华民国四川省建设厅派熊季光任场长，创办三台蚕种制造场，兼三台蚕业推广区主任。1940年3月起，先后任省农改所蚕丝组主任，成都原蚕制种场场长，北碚蚕种场场长兼川东蚕业推广区主任，四川丝业公司总技师兼原种部主任等职。他积极参与筹办四川大学农学院蚕桑系并兼任教授和系主任。1946年2月，熊季光任四川省蚕丝改良场场长，兼四川省南充高级蚕丝科职业学校校长。

### 共和国时期
1949年12月，解放军攻占南充。川北行署于1950年3月制定了“川北蚕丝业由维持、恢复走向发展”的方针，熊季光续任川北蚕丝试验场场长，兼南充高级职业学校校长，蚕丝场和蚕丝学校在服务于生产中得到恢复发展。1952年3月，任西南蚕业管理局川北分局副局长，当年7月加入中国民主同盟。1953年任四川蚕业改进处副处长，1954年2月任西南纺织管理局蚕业处工程师。1956年8月起，任四川省蚕业管理局局长。1958年3月，转至科研，改组南充蚕种场试验部为四川省农业厅蚕桑试验站，任工程师、副站长。1961年2月，省农科所蚕桑系与蚕桑试验站合并，全省蚕桑科研力量集中于南充，成为四川蚕业科研的新起点。1978年7月，任四川省农业科学院蚕桑研究所研究员、所长。
1950年他担任川北各界人民代表大会代表。1954年起，连续当选为四川省人民代表大会第一、第二届会议代表。1963年，当选为全国人民代表大会第三届会议代表。1978年起，连任全国政协第五、第六届政协委员。1936年他参加中华农学会，1948年任中国蚕丝学会筹备委员。他是中国蚕学会的创办者之一。从1963年起，连任中国蚕学会第一、第二届副理事长。1991年7月15日，病逝于成都。